# Gustavo Adolfo Palma
Gustavo Adolfo Palma (Jutiapa, 31 de agosto de 1920 - Ciudad de Guatemala, 1 de diciembre de 2009) fue un cantante guatemalteco. Destacó en la radio en las décadas de los años 1940 y 1950 época de oro de la radio en Guatemala, cuando no existía la televisión. En 1930 salió al aire la radio TGW -«La Voz de Guatemala»-, primera estación de onda larga de ese país centroamericano. Más tarde, en 1946, inició la época de la radiodifusión guatemalteca y en ese periodo las emisoras produjeron piezas dramatizadas, surgieron programas de calidad que podían competir con los extranjeros, la radiodifusión alcanzó su máximo desarrollo. Fue una voz popular de la TGW entre 1936 y 1944. Tiempo después, Palma comenzó a triunfar en México, en donde fue contratado por la radio nacional mexicana XEW. Posteriormente, regresó a Guatemala y en la década de 1950, cuando se inició la televisión guatemalteca, Palma se convirtió en uno de los protagonistas.

## Biografía

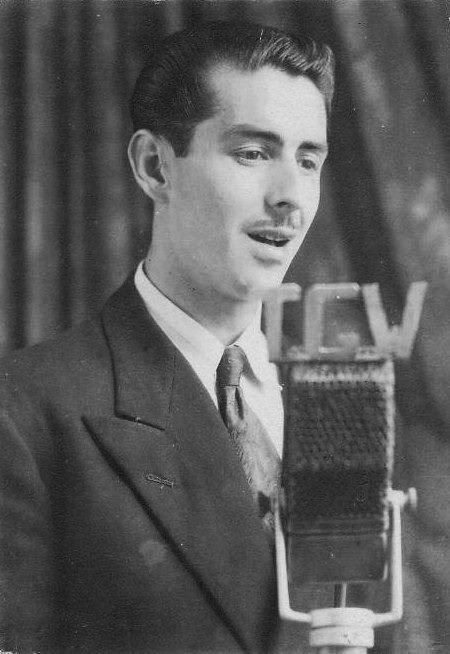
Palma en los estudios de TGW en 1936.

Palma fue un tenor lírico que en su época fue conocido como «El Tenor de Centroamérica» -como lo llamara el locutor guatemalteco José Flamenco y Cotero-, nombre artístico que conceptúa la dimensión de su personalidad. Su padre, Cecilio Palma y Palma, era abogado. A los siete años de edad se trasladó a la Ciudad de Guatemala y a los 14 años inició el canto en programas de aficionados del Teatro Abril. En la ciudad estudió el bachillerato en el Instituto Nacional Central para Varones.
Gustavo Adolfo Palma hizo su debut como cantante en 1936, con canto semanal en programas de la TGX radiodifusora, propiedad de Miguel Ángel Mejicanos. Posteriormente, a la edad de 17 años inició el canto en la TGW «La Voz de Guatemala», -radio oficial que inició su transmisión el 16 de septiembre de 1930- figurando como cantante regular en la época de oro de la TGW. A la edad de 20 años recibía clases de canto con Martha Bolaños de Prado, destacada maestra que llevó al éxito a varios cantantes de esa época.
En 1944 participó en el segundo concurso «Viaje a México», promovido por la XEW de México, la cual era una -estación de radio que inauguró sus emisiones el 18 de septiembre de 1930, y se convirtió en una de las estaciones de radio más importantes en la historia de México y América Latina, era escuchada en todo México y buena parte de Centroamérica. «La Voz de América Latina» buscaba nuevos valores para su elenco y Gustavo Adolfo Palma obtuvo el Primer Lugar, a la edad de 24 años en el concurso que se llevó a cabo en el elegante Salón Granada, situado en la 6.ª Avenida y 11 calle de la zona 1 de la Ciudad de Guatemala. En esa oportunidad, interpretó las canciones Granada de Agustín Lara, Júrame y Cuando vuelva a tu lado de María Grever, compartiendo escenario con Pedro Vargas.
Al resulta triunfador, surgió a la vida artística y actuó como cantante de planta en la «Voz de América Latina» de la XEW. En México compartió escenario con Jorge Negrete y estuvo acompañado por las mejores orquestas de la emisora (Gabriel Ruiz; Moisés Pasquel, Rafael Hernández; Abel Domínguez; Pablo Beltrán Ruiz y muchos más). Más adelante, en 1947 compartió escenario con Pedro Infante en la Mansión Victoria de la Ciudad de Guatemala.
En 1953 formó parte del elenco de la película El Cristo Negro, filmada en Guatemala, dirigida y producida por el español José Baviera; interpretó la canción Ayer del compositor José Luis Velásquez, fue anunciado por el locutor Herbert Walter House y le acompañó la orquesta dirigida por Héctor Roderico Penagos. Esta película forma parte de las películas filmadas en Guatemala y estuvo protagonizada por Raúl Martínez y Rosa Carmina.
Grabó con varias casas disqueras de México, entre éstas “Columbia Records” y “Musart”. Grabó otros discos de sellos centroamericanos. En 1971 produjo el disco titulado Ayer, hoy y siempre, del sello original «Palma».
Su carrera artística fue polifacética, actuando en televisión, radio, clubes nocturnos y teatros de toda la República. Realizó actuaciones en Radio Ciros, Radio Morse, Concha Acústica del Parque Centenario y el Parque Central; en teatros: Teatro Nacional Miguel Ángel Asturias, Lux, Capitol, Palace, Alameda, Teatro Municipal de Quetzaltenango, Teatro Municipal de San Marcos (Guatemala) y otros. En Guatemala, fue acompañado por orquestas dirigidas por maestros como Miguel Sandoval; Manuel Gómez; Enrique Raudales; Milton Cabnal y muchos más.
Tenía 62 años cuando fue el protagonista del festival “Broadway ‘82” realizado en el Teatro Nacional de Guatemala, en donde Ricardo Arjona compartió el escenario; en se tiempo Arjona iniciaba su carrera artística y aún no contaba con el reconocimiento internacional que alcanzó décadas más tarde.
Fue también compositor de algunas canciones de corte romántico y en 1976 fue el principal protagonista de la Fotonovela «María», actuando con otros cantantes guatemaltecos, entre ellos, Elizabeth de Guatemala.
Fue muy amigo de la conocida cantante Tanya Zea.

## Premios y reconocimientos
En 1944 ganó el segundo concurso «Viaje a México», promovido por la XEW de ese país, y fue premiado con una carrera en esa radio.
En 1956 fue nominado como «Artista Predilecto», por voto popular, en concurso promovido por el periódico Mundo Libre, dejando testimonio del aprecio que el público le tenía; y en 1964 actuó en el Festival Centroamericano de la Canción en El Salvador obteniendo un premio con la canción “Esta noche mi Amor”, del compositor Marco Tulio Cordón.
En 1970 fue el invitado de honor en el Primer Festival de la Canción Centroamericano y del Caribe en Panamá, que produjeron los hermanos Rigual junto al gobierno de aquel País. El evento se llevó a cabo el 23, 24 y 25 de octubre, en donde interpretó la canción Contigo de su propia inspiración, acompañado por la orquesta que dirigía el maestro Jorge Sarmientos. En dicho evento compartió nuevamente escenario con Pedro Vargas.
En octubre de 1994 recibió el premio Arco Iris Maya como «cantante consagrado» y en septiembre de 2005 recibió un homenaje durante los actos conmemorativos del septuagésimo aniversario de la TGW, «La Voz de Guatemala».